# The mask (muurschildering)
The mask is een muurschildering in Amsterdam-Centrum.
Deze muurschildering op een blinde muur van een gebouw van Liander aan de Hoogte Kadijk, hoek Geschutswerf, kwam er op initiatief van Anouk Piket. Zij  werkte voor langere tijd in Brazilië en maakte daar kennis met graffitikunstenares Fefe Talavera (geboren 1979). Piket nodigde de kunstenares uit om in 2004 en 2009 naar Nederland te komen, dat laatste in het kader van Brazil Contemporary Art in Rotterdam. In 2012 kwam Fefe opnieuw naar Nederland, dan afgestudeerd aan de kunstacademie (Fundaçao Armando Alvares Penteado) van São Paulo. Onder de paraplu van Reflexo on Urban Art (RUA) mocht ze in juni een muurschildering maken. De buurt keek ervan op dat een vrouw de hoogwerker opging om een metershoge en -brede muur te beschilderen. De buurt keek eerst argwanend naar de schildering, want sommigen zagen er de duivel in (hoorntjes op de linker kop), maar niet veel later bleek het een geliefd kunstwerk te zijn geworden. Liander nam het onderhoud op zich en toegevoegde tags en schilderingen werden consequent verwijderd.
De "Monsters" van Fefe Talavera zijn over de gehele wereld terug te vinden.  